# Експортно-кредитне агентство
Експортно-кредитне агентство (скорочено ЕКА) — державна або приватна установа, яка допомагає вітчизняному експортеру у поширенні товарів на зовнішні ринки.
Експортно-кредитні агентства надають широкий спектр послуг, до яких відносяться надання гарантій по експортним кредитам, страхування і перестрахування експортних кредитів та операцій від політичних та інших видів ризиків. Крім цього, експортно-кредитні агентства здійснюють організаційну та інформаційно-аналітичну підтримку.
Експортно-кредитні агентства створюються у формі приватних або державних компаній. Приватна форма створення експортно-кредитного агентства зустрічається рідко в силу особливостей діяльності та цілей. Самими відомими є  Euler Hermes (Німеччина), COFACE (Франція), Atradius (Нідерланди). Також, приватні експортно-кредитні агентства працюють в Португалії, Литві, Греції, Австрії та Аргентині. Однак, навіть повністю приватні експортно-кредитні агентства здійснюють підтримку експортерів за державний рахунок і під державним контролем.
Найбільш відомими державними експортно-кредитними агентствами є Eximbank (США), NEXI (Японія), ECGD (Велика Британія). Змішану форму власності мають SBCE (Бразилія), CESCE (Іспанія), Swedish Export Credit Corporation (Швеція), ECGE (Єгипет).
Експортно-кредитні агентства об’єднані у міжнародні асоціації такі, як Бернський Союз та Міжнародна асоціація кредитного страхування..

## Перелік Експортно-кредитних агентств світу

### Багатосторонні Експортно-кредитні агентства
- Багатостороннє агентство з гарантій інвестицій (англ. Multilateral Investment Guarantee Agency)
- Африка — African Export-Import Bank[en] (Afreximbank)
- Африка — Африканський банк розвитку (African Development Bank — AfdB)
- Арабська ліга [Архівовано 23 листопада 2020 у Wayback Machine.] — Arab Found for Economic and Social Development
- OPEC Fund for International Development[en]
- Азія — Азійський банк розвитку (Asian Development Bank)
- Центральна та Східна Європа — Європейський банк реконструкції і розвитку (European Bank for Reconstruction and Development — EBRD)
- Центральна та Східна Європа — Європейський інвестиційний банк (EIB)
- Ісламські країни — Islamic Corporation for the Insurance of Investment and Export Credit (ICIEC, частина Ісламського банка розвитку)
- Ісламський банк розвитку (Islamic Development Bank, IsDB)
- Андська спільнота[en] — Corporación Andina de Fomento (CAF)
- Латинська Америка — Міжамериканський банк розвитку[en] (Inter-American Development Bank, IADB)
- Північний інвестиційний банк Nordic Investment Bank (NIB)
- Nordic Development Fund[en] (FundNDF)

### Офіційні Експортно-кредитні агентства
- Австралія — Export Finance and Insurance Corporation (EFIC);
- Австрія — Oesterreichische Kontrollbank AG (OeKB);
- Бельгія — Office National du Ducroire/Nationale Delcrederedienst] (ONDD);
- Велика Британія — Export Credits Guarantee Department (ECGD);
- Угорщина — Hungarian Export Credit Insurance Ltd (MEHIB), Hungarian Export—Import Bank;
- Німеччина — Euler Hermes Kreditversicherungs-AG, AuslandsGeschäftsAbsicherung der Bundesrepublik Deutschland;
- Греція — Export Credit Insurance Organisation (ECIO);
- Гонконг — Hong Kong Export Credit Insurance Corporation;
- Данія — Eksport Kredit Fonden (EKF);
- Індія — Exim Bank (India)|Export-Import Bank of India, Export Credit Guarantee Corporation of India;
- Іспанія — Compañía Española de Seguros de Crédito a la Exportación, Secretaría de Estado de Comercio (Ministerio de Economía)
- Італія — SACE S.p.A. Servizi Assicurativi del Commercio Estero;
- Канада — Export Development Canada (EDC);
- Китай — Export-Import Bank of China;
- Колумбія — Bancóldex|Banco de Comercio Exterior de Colombia;
- Корея — Korea Trade Insurance Corporation (K-SURE), The Export-Import Bank of Korea (KEXIM);
- Люксембург — Office du Ducroire (ODD);
- Мексика — Bancomext|Banco Nacional de Comercio Exterior;
- Нідерланди — Atradius;
- Нова Зеландія — Export Credit Office (ECO);
- Норвегія — The Norwegian Guarantee Institute for Export Credits (GIEK);
- Польща — Korporacja Ubezpieczén Kredytów Eksportowych (KUKE);
- Португалія — Companhia de Seguro de Créditos;
- Росія — Российское агентство по страхованию экспортных кредитов и инвестиций
- Словаччина — Export-Import Bank of the Slovak Republic (Eximbank SR)
- США — Export-Import Bank of the United States (Ex—Im Bank)
- Туреччина — Export Credit Bank of Turkey (Türk Eximbank)
- Україна — Експортно-кредитне агентство (EKA)
- Фінляндія — EFinnvera Oyj, Finnish Export Credit Ltd (FEC)
- Франція — Compagnie Française d’Assurance pour le Commerce Extérieur (COFACE), Direction des Relations Economiques Extérieures (Ministère de l'Economie) (DREE)
- Чехія — Export Guarantee and Insurance Corporation (EGAP), Czech Export Bank
- Швеція — Exportkreditnämnden (EKN)
- Швейцарія — Swiss Export Risk Insurance (SERV)
- Японія — Japan Bank for International Cooperation (JBIC), Nippon Export and Investment Insurance (NEXI)

## Див також
Азіатсько-Африканський коридор зростання
Міжнародний транспортний коридир "Північ-Південь"
ініціатива "один пояс, один шлях"
НВЗДА
ВРЕП